# Jaguar S-Type (1999)
O Jaguar S-Type é um sedan executivo da Jaguar. Este modelo custava aproximadamente 50 mil libras esterlinas.
Este carro de luxo foi apresentado ao público em 1998 no Salão do Automóvel de Birmingham.
O nome é uma homenagem a um modelo anterior, o Jaguar S-Type de 1963, embora o design pareça ser inspirado no Jaguar Mark 2 da mesma época. Seus principais rivais são os europeus Alfa Romeo 166, Audi A6, BMW Série 5, Mercedes-Benz Classe E, Saab 9-5, Opel Omega e Volvo S80, e os japoneses Acura TL, Infiniti M e Lexus GS.
É um cinco lugares com uma carroceria sedan de quatro portas, motor dianteiro longitudinal e tração traseira. Foi oferecido com caixa de câmbio manual de cinco marchas e caixa de câmbio automática de seis. O S-Type foi reestilizado em 2002, 2004 e 2007, e foi substituído pelo Jaguar XF no início de 2008.
O interior do veículo é feito principalmente de couro de boa qualidade e aparência de madeira, conforme desejado pelo cliente. Este carro conta com equipamentos raros na sua época, como por exemplo a tela táctil da consola, os assentos eléctricos automáticos (inclinam-se para trás quando a porta é aberta para facilitar a entrada do condutor) ou os faróis de xénon com acendimento automático.
Antes do restyling principal (2002), o carro tinha uma caixa de câmbio manual e uma automática, ambas de 5 marchas. Depois disso, un novo câmbio automático e um câmbio manual de 6 velocidades foram introduzidos.
Nesse restyling, o freio de mão convencional também foi eliminado, sendo substituído por um freio de estacionamento eletrônico.